# 배틀 스피리츠 소드 아이즈
《배틀 스피리츠 소드 아이즈》(バトルスピリッツ ソードアイズ)는 TV 아사히 계열에서 방영한 50부작 만화이다. 2012년 9월 9일부터 2013년 9월 8일까지 방영되었다.